# 佐洛
佐洛，是匈牙利绍莫吉州所辖的一个村。总面积9.24平方公里，总人口249，人口密度26.9人/平方公里（2011年1月1日）。